# Alexandru Flechtenmacher
Alexandru Adolf Flechtenmacher (Iași, 23 dicembre 1823 – Bucarest, 28 gennaio 1898) è stato un compositore, violinista, direttore d'orchestra e pedagogo rumeno.

## Biografia
Alexandru Flechtenmacher era figlio di Christian Flechtenmacher, un avvocato sassone di Transilvania stabilitosi nel Principato di Moldavia.

### Direttore musicale
Nel periodo 1º novembre 1864-1869 Alexandru Flechtenmacher fu direttore del Conservatorio di musica e recitazione a Bucarest, un'istituzione che più tardi divenne l'Università nazionale musicale di Bucarest.

### Compositore
È autore della prima operetta rumena, "Baba HARC" scritta da Matei Millo. La prima ha avuto luogo il 26 dicembre 1848 presso il Teatro Nazionale di Iași, in due atti e tre quadri. Matei Millo ha interpretato il ruolo principale come il primo attore rumeno a recitare en travesti. Il costume è ancora conservato al Museo Mihai Eminescu.
Ha anche composto musica per Hora Unirii, testo scritto nel 1855 dal poeta Vasile Alecsandri.
Durante il 1853-1858 Alexander Flechtenmacher si è stabilito a Craiova, dove diresse l'orchestra che eseguiva musica composta principalmente da lui stesso. Tra le sue composizioni vi sono:  l'"operetta-stregoneria" Baba HARC, il melodramma nazionale con canzoni Cetatea Neamțulu, le operette Crai Nou și Sacagiu, vaudeville Fermecătorița, da George Sand), Cimpoiul dracului și Banii, gloria și amorul, il dramma musicale di Zavera lui Tudor, l'opera in tre atti Fata de la Cozia, il concerto Banul Mărăcine și Iancu Jianu, căpitan de haiduci, la musica Fata arului composta in collaborazione con Eduard Wachmann.

## Composizioni
- Baba Hârca, operetta-vaudeville in due atti (1848, Iași)
- Doi țărani și cinci cârlani, vaudeville, da Costache Negruzzi, (1848, Iași)
- Barbu Lăutarul, da Vasile Alecsandri, (1850, Iași)
- Scara mâței, vaudeville, (1850, Iași)
- Coana Chirița sau două fete și-o neneacă, vaudeville, da Vasile Alecsandri (1850)
- Întoarcerea Coanei Chirița o Coana Chirița în provincie, vaudeville, da Vasile Alecsandri (1850, Iași)
- Banii, Gloria și Amorul, vaudeville, (1861, Bucarest)
- Răzvan și Vidra, dramma storico in cinque atti, da Bogdan Petriceicu Hasdeu, (1867, Bucarest)
- Fata de la Cozia, opera in tre atti da Dimitrie Bolintineanu (1870, incompiuta)